# Sollube
Sollube és una muntanya de 683,80 metres d'altitud pertanyent a les Muntanyes Basques. Se situa en la localitat biscaïna de Bermeo (País Basc) al marge esquerre de la ria de Mundaka, i constitueix un dels límits de la Reserva de la Biosfera d'Urdaibai. S'estén per terreny dels municipis de Bermeo, Meñaka, Arrieta i Busturia. El cim se situa a Arrieta.
La seva estratègica situació geogràfica i la seva altitud, estant prop de la riba del mar és relativament alt, li ha condemnat a ser un centre important de telecomunicacions, per això el seu cim està estarrufat d'antenes de telefonia, televisió i ràdio. És un, el primer, dels cinc Montes Bocineros d'on es convocava a Juntes Generals i es donaven diferents avisos mitjançant toc de botzines i banyes i l'encesa de fogueres en el seu cim. En el seu cim hi ha dos vèrtexs geodèsics de primer nivell.

## Història
Durant la Guerra Civil Espanyola es va lliurar en els seus vessants la Batalla de Sollube en la qual les tropes italianes, que recolzaven als insurrectes contra el legítim govern de la República, es van enfrontar a les defenses republicanes produint-se un gran nombre de baixes. Aquesta batalla, perduda per les forces lleials a la república, va ser una de les més importants en la presa de Biscaia.

## Rutes d'ascens
L'estratègica posició geogràfica del Sollube ha fet del mateix un punt principal per a la ubicació d'antenes de telecomunicacions. Això ha fet que l'accés al seu cim s'hi hagi, condicionat, des de fa temps, per permetre l'arribada en vehicles de motor. Des del port de l'Alt de Sollube (384m), situat en la carretera BI-631 que uneix Bermeo amb Mungia, surt una pista asfaltada que arriba fins al cim. Així i tot hi ha moltes rutes per accedir a peu.
Des de l'Alt de Sollube
Seguint la pista asfaltada i deixant a l'esquerra la muntanya Truende de 422 metres d'altitud per arribar fins al serral d'Arranotegui d'on, deixant a mà dreta la muntanya Atxagane podem ascendir fins al cim del Sollube.
Des de la desembocadura de l'Oka
Des de la mateixa vora de la ria del Gernika, bé de Sukarrieta, bé de Mundaka, es pot realitzar l'ascens al Sollube. Per a això cal arribar al serral d'Urkiobe, a 250 metres d'altitud, envoltant la muntanya Katillotxu. D'allí s'accedeix a la cresteria del Larrazabal (520 m) deixant al sud la profunda vall del riu Sollube, aquí encara rierol. Seguint la cresta es llega al petit colat que la uneix amb el Sollube d'on aconseguim la cresta nord i per ella arribem a l'avantcimera que ja es troba a 652 metres d'altitud. i d'allí al cim.
Des de l'alt de Parisi
Entre Forua i Arrieta es pot començar la pujada al Sollube des del pas de l'alt de Parisi a 399 metres d'altitud.
Tiemps d'accessos
- Urkiobe (1h 15 m).
- Alto Sollube (1h)
- Pedernales (2h 30 m)
- Mundaka (2h 30m).